# Oliver Strachey
Pour les articles homonymes, voir Strachey.
Oliver Strachey, né le 3 novembre 1874 et mort le 14 mai 1960, est un fonctionnaire du Foreign Office et un cryptanalyste des services spéciaux britanniques.

## Biographie
Son père, Richard Strachey est haut fonctionnaire et administrateur colonial, et sa mère, Jane Maria Strachey, née Grant, est une femme de lettres engagée pour le droit de vote des femmes. Il fait ses études secondaires à Eton puis étudie à l'université d'Oxford. Au Foreign Office, il travaille au East Indian Railway, tout en menant des recherches historiques. Il épouse Ruby Mayer. Ils ont une fille, l'écrivaine Julia Strachey. Il se remarie avec Ray Costelloe, féministe qui publia plusieurs ouvrages et avec laquelle il écrivit un livre sur la Rébellion de Keigwin (1683–84), épisode de l'histoire de Bombay (1916).
En 1914-1918, Strachey est dans le British Military (Army) Intelligence, MI1. Entre les deux guerres, il est au Government Code and Cypher School. En 1934, Strachey et Hugh Foss cassent le chiffre machine des attachés militaires japonais.
En 1939-1945, il dirige, à Bletchley Park, la section ISOS (Intelligence Section Oliver Strachey). L'ISOS décrypte les trafics Abwehr, premier décryptage le 14 avril 1940. Initialement baptisés Pear (poire), les décryptages sont désignés ISOS. Les mauvaises langues disent que le I est celui d'Illicite. Strachey est relevé par Denys Page début 1942.
En janvier 1942, il est nommé chef cryptographe de l'Examination Unit à Ottawa, où il reste jusqu'en juillet. Cette unité est une version canadienne de BP. Embauché sur proposition du général Joseph Mauborgne, son prédécesseur, Herbert Yardley, avait publié ses mémoires, contrairement à la déontologie. Washington met la pression. Le contrat de Yardley n'est pas reconduit. Strachey refuse d'aller à Ottawa avant le départ de Yardley.
Dans les bagages de Strachey, les clefs de codes diplomatiques de Vichy et de Tokyo, cadeau qui lance une coopération de Washington avec Londres. Strachey ne parle pas japonais, mais il participe au décryptage des chiffres japonais basés sur des manipulations de chiffres et de nombres.

## Distinctions
- 1943 : commandeur de l'Ordre de l'Empire britannique (CBE)